# Солонцовский сельский совет (Херсонская область)
Солонцовский сельский совет (укр. Солонцівська сільська рада) — административно-территориальная единица и орган местного самоуправления в
Алёшковском районе
Херсонской области
Украины, состоит из села Солонцы и посёлка Подлесное.
Административный центр сельского совета находится в 
с. Солонцы
.

## Населённые пункты совета
- с. Солонцы
- пос. Подлесное